# Graafschap Bonndorf
Bonndorf was een tot de Zwabische Kreits behorend graafschap binnen het Heilige Roomse Rijk.
De heerlijkheid Bonndorf maakte oorspronkelijk deel uit van het landgraafschap Stühlingen. Als leen van Stühlingen was het in handen van verschillende geslachten. Later werd het rijksvrij.
De heerlijkheid bestond uit Bonndorf, Münchingen, Wellendingen, Gündelwangen en Boll. Later kwamen daar Holzschlag en Glashütte bij en in 1609 Grafenhausen.
In 1613 kocht de abdij Sankt Blasien de heerlijkheid van Joachim Christoph van Mörsberg. In 1699 werd de heerlijkheid vergroot met de ambten Blumeegg, Gutenberg en Bettmaringen. Het geheel werd tot graafschap verheven. Op grond van het bezit van het graafschap Bonndorf kon de abt van Sankt Blasien in 1746 tot rijksvorst worden verheven.
Paragraaf 26 van de Reichsdeputationshauptschluss van 25 februari 1803 kent het graafschap toe aan de vorst-grootprior van de Maltezerorde, waardoor het deel gaat uitmaken van het vorstendom Heitersheim.
De vrede van Presburg van 26 december 1805 maakt een eind aan het vorstendom Heitersheim. Artikel 13 regelt de inlijving van het graafschap Bondorf bij het koninkrijk Württemberg. Dit is echter van korte duur. Bij de stichting van de Rijnbond op 12 juli 1806 stelt artikel 14 van de Rijnbondakte dat het koninkrijk Württemberg het graafschap Bonndorf aan het groothertogdom Baden overdraagt.